# Bahnstrecke Lehrte–Nordstemmen
| | |                                      |                                      |
| Streckennummer (DB): | 1770 |                                      |                                      |
| Kursbuchstrecke (DB): | 360.3; früher 323, 363.3 |                                      |                                      |
| Kursbuchstrecke: | 181, 185c (Lehrte – Hildesheim Hbf 1934) 192 (Hildesheim Hbf – Nordstemmen 1934) 204, 208b (Lehrte – Hildesheim Hbf 1946) 213 (Hildesheim Hbf – Nordstemmen 1946) |                                      |                                      |
| Streckenlänge: | 27 km |                                      |                                      |
| Spurweite: | 1435 mm (Normalspur) |                                      |                                      |
| Stromsystem: | 15 kV 16,7 Hz ~ |                                      |                                      |
| Streckengeschwindigkeit: | 140 km/h |                                      |                                      |
| Zugbeeinflussung: | PZB |                                      |                                      |
| Zweigleisigkeit: | (durchgehend) |                                      |                                      |
| | |                                      |                                      |
| \| \| \| von Hannover \| \| \| \| \| von Celle \| \| \| \| 16,1 \| Lehrte \| Lehrte \| \| \| \| (ehem. Trasse bis 1990) \| \| \| \| \| nach Berlin (Schnellfahrstrecke) \| \| \| \| \| nach Braunschweig \| \| \| \| \| (ehem. Trasse bis 1990) \| \| \| \| \| Kaliwerk Hugo \| \| \| \| 22,7 \| Sehnde \| Sehnde \| \| \| \| Kaliwerk Friedrichshall \| \| \| \| \| Mittellandkanal \| \| \| \| \| Kaliwerk Hohenfels, HSM \| \| \| \| 30,1 \| Algermissen \| Algermissen \| \| \| \| Kaliwerk Siegfried, Giesen \| \| \| \| 35,1 \| Harsum \| Harsum \| \| \| \| Bundesautobahn 7 \| \| \| \| \| Bundesstraße 6 \| \| \| \| \| Hildesheim-Peiner Kreis-Eisenbahn \| \| \| \| \| von Groß Gleidingen \| \| \| \| \| von Goslar \| \| \| \| 40,7 \| Hildesheim Hbf \| Hildesheim Hbf \| \| \| \| Hafen Hildesheim \| \| \| \| \| Hafenbahn \| \| \| \| \| Innerste \| \| \| \| 45,4 \| Himmelsthür (Abzw) \| Himmelsthür (Abzw) \| \| \| \| Hildesheimer Schleife nach Sorsum \| \| \| \| 46,8 \| Emmerke \| Emmerke \| \| \| 48,1 \| Schnellfahrstrecke Hannover–Würzburg \| Schnellfahrstrecke Hannover–Würzburg \| \| \| 49,7 \| Rössing (Abzw) \| Rössing (Abzw) \| \| \| \| nach Barnten \| \| \| \| \| von Hannover \| \| \| \| 52,2 \| Nordstemmen (Keilbahnhof) \| Nordstemmen (Keilbahnhof) \| \| \| \| nach Göttingen \| \| \| \| \| \| \| \| Quellen: [1][2] \| \| \| \| | |                                      |                                      |
| Strecke | | von Hannover                         | von Hannover                         |
| Abzweig geradeaus und von links | | von Celle                            | von Celle                            |
| Bahnhof mit S-Bahn-Halt | 16,1 | Lehrte                               | Lehrte                               |
| Verschwenkung von links (Strecke außer Betrieb) · Verschwenkung von rechts | | (ehem. Trasse bis 1990)              | (ehem. Trasse bis 1990)              |
| Strecke (außer Betrieb) · Abzweig geradeaus und nach links | | nach Berlin (Schnellfahrstrecke)     | nach Berlin (Schnellfahrstrecke)     |
| Strecke (außer Betrieb) · Abzweig geradeaus und nach links | | nach Braunschweig                    | nach Braunschweig                    |
| Verschwenkung nach links (Strecke außer Betrieb) · Verschwenkung nach rechts | | (ehem. Trasse bis 1990)              | (ehem. Trasse bis 1990)              |
| Abzweig geradeaus und von rechts | | Kaliwerk Hugo                        | Kaliwerk Hugo                        |
| Bahnhof mit S-Bahn-Halt | 22,7 | Sehnde                               | Sehnde                               |
| Abzweig geradeaus und nach rechts | | Kaliwerk Friedrichshall              | Kaliwerk Friedrichshall              |
| Brücke über Wasserlauf | | Mittellandkanal                      | Mittellandkanal                      |
| Abzweig geradeaus und ehemals von rechts | | Kaliwerk Hohenfels, HSM              | Kaliwerk Hohenfels, HSM              |
| Bahnhof mit S-Bahn-Halt | 30,1 | Algermissen                          | Algermissen                          |
| Abzweig geradeaus und ehemals von rechts | | Kaliwerk Siegfried, Giesen           | Kaliwerk Siegfried, Giesen           |
| Bahnhof mit S-Bahn-Halt | 35,1 | Harsum                               | Harsum                               |
| Strecke mit Straßenbrücke | | Bundesautobahn 7                     | Bundesautobahn 7                     |
| Strecke mit Straßenbrücke | | Bundesstraße 6                       | Bundesstraße 6                       |
| Abzweig geradeaus und ehemals von links | | Hildesheim-Peiner Kreis-Eisenbahn    | Hildesheim-Peiner Kreis-Eisenbahn    |
| Abzweig geradeaus und von links | | von Groß Gleidingen                  | von Groß Gleidingen                  |
| Abzweig geradeaus und von links | | von Goslar                           | von Goslar                           |
| Bahnhof mit S-Bahn-Halt | 40,7 | Hildesheim Hbf                       | Hildesheim Hbf                       |
| Abzweig geradeaus und nach links | | Hafen Hildesheim                     | Hafen Hildesheim                     |
| Kreuzung geradeaus oben | | Hafenbahn                            | Hafenbahn                            |
| Brücke über Wasserlauf | | Innerste                             | Innerste                             |
| Blockstelle | 45,4 | Himmelsthür (Abzw)                   | Himmelsthür (Abzw)                   |
| Abzweig geradeaus und nach links | | Hildesheimer Schleife nach Sorsum    | Hildesheimer Schleife nach Sorsum    |
| | 46,8 | Emmerke                              | Emmerke                              |
| Kreuzung geradeaus oben | 48,1 | Schnellfahrstrecke Hannover–Würzburg | Schnellfahrstrecke Hannover–Würzburg |
| Blockstelle | 49,7 | Rössing (Abzw)                       | Rössing (Abzw)                       |
| Abzweig geradeaus und nach rechts | | nach Barnten                         | nach Barnten                         |
| Abzweig geradeaus und von rechts | | von Hannover                         | von Hannover                         |
| Bahnhof | 52,2 | Nordstemmen (Keilbahnhof)            | Nordstemmen (Keilbahnhof)            |
| Strecke | | nach Göttingen                       | nach Göttingen                       |
| | |                                      |                                      |
| Quellen: | |                                      |                                      |

Die Bahnstrecke Lehrte–Nordstemmen ist eine zweigleisige, elektrifizierte Hauptbahn in Niedersachsen. Sie verbindet den Bahnknoten Lehrte mit dem Hildesheimer Hauptbahnhof und dem Bahnhof Nordstemmen an der Hannöverschen Südbahn.

## Geschichte
Die Verbindung Lehrte–Hildesheim wurde als Südast der „Kreuzbahn“ zusammen mit den Bahnstrecken Hannover–Braunschweig und Lehrte–Celle von den Hannöverschen Staatseisenbahnen geplant und am 12. Juli 1846 eröffnet und gehört damit zu den ältesten Strecken in der Geschichte der Eisenbahn in Deutschland. Das bis dahin unbedeutende Lehrte wurde zum Bahnknoten, da der damalige König Ernst August I. dem Verkehrsmittel skeptisch gegenüberstand und keine größeren Bahnanlagen in seiner Residenz wünschte.
Unter seinem Sohn Georg V. änderte sich diese Haltung. 1853 wurde die Hannöversche Südbahn von Hannover nach Alfeld (Leine) eröffnet, die direkt in der Landeshauptstadt beginnt und einige Kilometer entfernt parallel zur Kreuzbahn verläuft. Hildesheim erhielt eine Verbindungsstrecke zur Südbahn (eröffnet 15. September 1853), die im Bahnhof Nordstemmen an die Südbahn anschließt. Diese ursprünglich eingleisige Strecke wurde 1875 durch die Hannover-Altenbekener Eisenbahn-Gesellschaft zweigleisig ausgebaut, um ihre nach Westen führende Bahnstrecke Elze–Löhne nach Osten über Hildesheim bis Vienenburg weiterzuführen.
Nachdem die Südbahn bis 1856 bis Kassel verlängert worden war, war nun Verkehr von Harburg über Celle, Lehrte und Hildesheim weiter über Kassel nach Frankfurt möglich. Diesen Weg nahmen hauptsächlich Güterzüge, der Personenverkehr machte den Umweg über Hannover. In Nordstemmen traf dieser Verkehr auf denjenigen aus Bremen und Hannover. Mit der Fertigstellung der Güterumgehungsbahn Hannover (1909) bestanden zwei gleichwertige Wege von Lehrte nach Süden. Erst 1938 wurde die Strecke von Celle nach Hannover eröffnet, so dass der Weg nach Hannover über Lehrte (mit Richtungswechsel in Hannover) für Züge aus Hamburg in Richtung Süden nicht mehr notwendig war.
Entlang der Strecke Lehrte–Hildesheim entwickelte sich die Industrie, in mehreren Schächten wurde Kalisalz gefördert.
Der elektrische Betrieb wurde auf der Strecke Nordstemmen–Lehrte am 29. Mai 1965 aufgenommen.

### Neutrassierung in Lehrte
Die historische Trasse verließ den Bahnhof Lehrte kurz hinter den Bahnsteigen in direkter, südlicher Führung. Dadurch wurde der Ort zerschnitten, zudem behinderten sich durch die höhengleiche Kreuzung im Bahnhof Lehrte Nord-Süd- und Ost-West-Verkehr.
Daher erhielt die Hildesheimer Strecke noch vor dem Bau der Schnellfahrstrecke Hannover–Berlin zwischen Lehrte und Sehnde 1990 eine um etwa zwei Kilometer längere, parallel zur Strecke Richtung Braunschweig verlaufende Ausfädelung nach Osten, eine Überführung über diese und trifft jetzt nach einer großen Kurve wieder auf ihr altes Gleis Richtung Hildesheim.
Beim weiteren Ausbau des Knotens Lehrte wurden die Anbindungen aus Richtung Osten und Süden bis 2008 kreuzungsfrei umgestaltet. Die Personenzüge aus Richtung Wolfsburg, Braunschweig und Hildesheim wurden auf die Südwestseite, die Güterzüge auf die Nordostseite des Bahnhofs konzentriert, nur die S-Bahnen aus und in Richtung Celle sowie Hildesheim verkehren noch auf der Nordostseite.

### Planung
In Hildesheim-Himmelsthür soll wieder ein Haltepunkt errichtet werden. Dies wurde am 28. März 2019 zwischen Land Niedersachsen, LNVG und DB vereinbart.

## Verlauf
Die Strecke verlief ursprünglich nahezu gradlinig zwischen Lehrte und Hildesheim. Seit Anfang der 1990er Jahre verlässt sie Lehrte zusammen mit der Bahnstrecke Hannover–Braunschweig in östlicher Richtung. Sie macht eine Kurve von fast 180° nach Westen und trifft südlich von Lehrte wieder auf die alte Trasse.
Nun geht es in südlicher Richtung durch weitgehend flaches Gelände über Sehnde, Algermissen und Harsum nach Hildesheim und dort von Osten in den Hauptbahnhof.

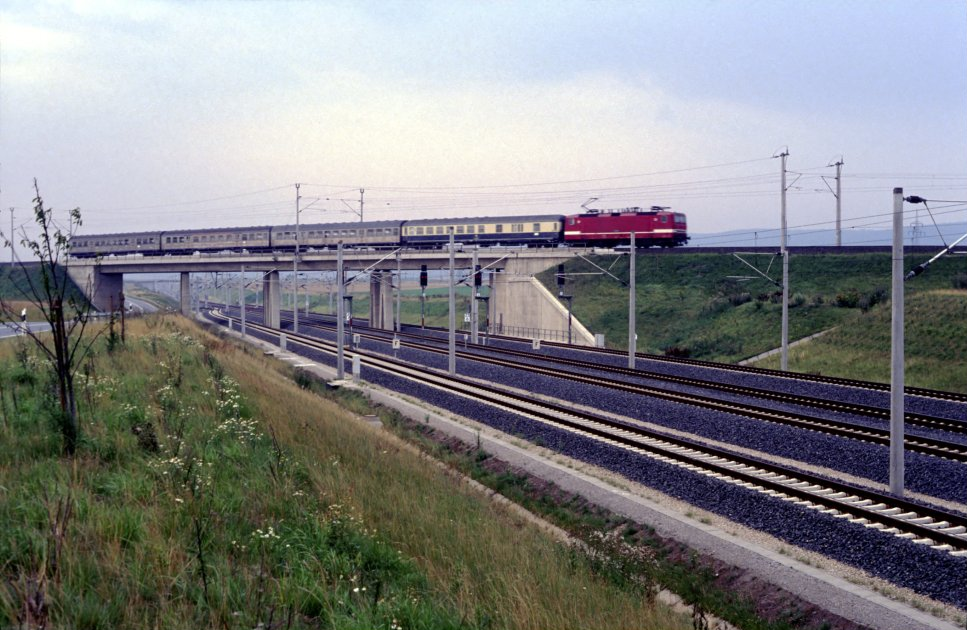
Ein Regionalzug in Richtung Hannover überquert den Betriebsbahnhof Escherde auf einer Brücke (ca. 1991)

Von dort verläuft die Strecke geradewegs nach Westen nach Nordstemmen. Seit 1991 überquert sie die Schnellfahrstrecke Hannover–Würzburg, an die sie über die Hildesheimer Schleife Richtung Süden angeschlossen ist. Am Ende der Strecke gibt es seit 1893 auch eine eingleisige Verbindungskurve Richtung Norden, die im Bahnhof Barnten in die Südbahn einfädelt.

## Verkehr
Heute dient die Strecke überwiegend dem Güter- und Personennahverkehr.
Seit 14. Dezember 2008 verkehren zwischen Lehrte und Hildesheim Hbf die S-Bahn-Linie S3 Hannover–Lehrte–Hildesheim sowie zwischen Hildesheim Hbf und der Abzweigstelle Rössing die S-Bahn-Linie S4 Bennemühlen–Hannover–Hildesheim stündlich statt der bisherigen Regionalbahnen. Dazu wurden auch Zwischenbahnhöfe umgebaut. Ebenfalls zwischen Hildesheim und Rössing verkehren die Regionalexpress-Züge der Linie RE 10 Hannover–Bad Harzburg. Auf dem Abschnitt Nordstemmen–Hildesheim verkehrt stündlich die Linie RB 77 von Regionalverkehre Start Deutschland. Zwischen Hildesheim Hbf und der Abzweigstelle Emmerke an der Hildesheimer Schleife wird die Strecke außerdem vom Fernverkehr genutzt.
Bei Sehnde gibt es Anschlussgleise zum nördlich gelegenen Kaliwerk Bergmannssegen-Hugo (Herstellung von Granulat-Dünger) und zum südlichen ehemaligen Kaliwerk Friedrichshall (Soleverladung für Bergmannssegen-Hugo).